# Russula subnigricans
Russula subnigricans, japanisch „ニセクロハツ“; Nise-Kurohatsu, ist ein giftiger Blätterpilz aus der Familie der Täublingsverwandten (Russulaceae). Er ist der einzige Täubling, der als Verursacher tödlicher Vergiftungen erkannt wurde.

## Merkmale

### Makroskopische Merkmale
Russula subnigricans ist ein relativ großer Täubling.
- Hut: Durchmesser 5–10 Zentimeter[1], breit nach oben gewölbt, später abflachend und im Alter mit zentraler Vertiefung; weich und bei Nässe schmierig. Die Hutfarbe ist sehr variabel, sie kann von schmutzigem Weiß über Rostrot bis Graubraun und stumpfen Orangegelb mit allen Zwischentönen abändern. Der Hutrand ist leicht eingerollt und nicht gerieft.

- Lamellen: abwechselnd kurz und lang, mäßig dick, schmutzig weiß, spröde und bei Verletzung schnell nach Dunkelrot verfärbend; angeheftet bis leicht am Stiel herablaufend. Das Sporenpulver der Art ist weiß.

- Stiel: ohne Manschette und Scheide, gerade, 7–13 Zentimeter hoch, 3–7 Zentimeter dick, von gleichmäßiger Dicke oder unten verjüngt, vollfleischig, fest, ähnlich den Lamellen gefärbt, im Alter oder bei Verletzungen graubraun oder rötlich verfärbend.

- Fleisch: dick, brüchig, weiß mit Verfärbung über Rotbraun nach Graubraun. Geschmack uneinheitlich, variierend zwischen mild und schwach bitter.[2]

### Mikroskopische Merkmale
Die Sporen haben einen Durchmesser zwischen 6 und 10 Mikrometer, sind annähernd rund und besitzen warzen- und kielförmige Ornamente, die sich mit Melzers Reagenz und Lugolscher Lösung schwach blau anfärben lassen.

## Artabgrenzung
Der in Kalifornien vorkommende giftverdächtige Täubling Russula cantharellicola ähnelt dem Nisekurohatsu und wächst wie dieser unter Eichen, bleibt aber deutlich kleiner, riecht im Reifezustand unangenehm und hat weniger runde, eher ovale Sporen mit besser anfärbbaren, netzartigen Ornamenten. Da sich die Verbreitungsgebiete beider Pilze nirgendwo überschneiden und beide als nicht essbar gelten, bleibt die Ähnlichkeit für Pilzsammler ohne praktische Bedeutung.

## Ökologie und Verbreitung
Vorkommen von Russula subnigricans  sind aus China, Japan, Taiwan und möglicherweise dem Südosten der Vereinigten Staaten bekannt; die Art wurde erstmals 1955 in Japan entdeckt. Als Mykorrhizapilz wird er stets unter lebenden Bäumen, meist Eichen, gefunden. Die Fruchtkörper können sowohl alleine als auch vereinzelt oder in Gruppen auftreten und erscheinen vom Spätsommer bis zum Frühwinter.

## Giftigkeit und pharmakologische Bedeutung
Der Nisekurohatsu ist der einzige als tödlich giftig erkannte Täubling. Er kann anhand der Täublingsregel nicht sicher als giftig erkannt werden, da Kostproben auch mild ausfallen und dann die Pilzart fälschlich als essbar erscheinen lassen. Aus Sicherheitsgründen sollten Täublinge, auf die die obige Beschreibung zutrifft, auch nicht in kleinen Mengen gekostet werden. Unter den Vergiftungen durch den Pilz sind schwere und leichte Verlaufsformen mit ganz unterschiedlichen Symptomen möglich, beide Verlaufsformen können gleichzeitig eintreten.

### Schwere Verlaufsform: Tricholoma-equestre-Syndrom

Strukturformel des Pilzgiftes

Als Träger der Giftwirkung wurde die Cycloprop-2-en-Carbonsäure identifiziert. Diese ist für die schwereren Vergiftungsverläufe verantwortlich und kann bei empfindlichen Personen zu einem lebensbedrohlichen Zerfall der quergestreiften Muskelfasern führen. Dieser Muskelzerfall kann unter Umständen von Muskelschmerzen, Bluthochdruck, Dehydratisierung, Nierenversagen, Arrhythmien, Myokarditis und/oder Kreislaufkollaps begleitet werden.
Zeigen sich 6–12 Stunden nach Verzehr Brustenge, Atemlähmung, Muskelschmerzen im ganzen Körper, Blut im Harn, Myoglobinämie, Nierenversagen oder ein signifikanter Anstieg des Kreatinkinasespiegels, ist an eine schwere Nisekurohatsu-Vergiftung zu denken. Eine solche kann 12–24 Stunden nach Giftaufnahme, bei Aufnahmen großer Mengen auch noch bis 72 Stunden danach, zum Tod führen. Als Behandlung ist neben den üblichen Maßnahmen zur Giftentfernung eine Hämodialyse unerlässlich.
Als direkte Todesursachen kommen Herzstillstand durch Zerstörung des Herzmuskels, Atemlähmung durch Schädigung des Zwerchfells oder Nierenversagen infolge sekundärer Nephropathie in Frage.
Besagtes Krankheitsbild wird auch als Tricholoma-equestre-Syndrom bezeichnet, weil der mit dem Nisekoruhatsu nicht näher verwandte Grünling (Tricholoma equestre) aus der Familie der Ritterlinge ebenfalls Rhabdomyolyse ausgelöst und bisweilen zu tödlichen Pilzvergiftungen geführt hat. Da auch der Grünling nicht bei jedem Verzehr zu Vergiftungen führt und anders als der Nisekoruhatsu keine Verdauungsstörungen bereitet, wurde er bis 2001 fälschlich als Speisepilz geführt.

### Leichte Verlaufsform nur mit Verdauungsstörungen
Auch gegen die Cycloprop-2-en-Carbonsäure unempfindliche Personen können sich durch den Verzehr des Nisekurohatsu Verdauungsstörungen zuziehen; hierbei handelt es sich um eine leichtere, nicht tödliche Vergiftungsform. Diese beruht auf dem Gehalt des Pilzes an den Russuphelinen A–F und verrät sich binnen zwei Stunden durch Übelkeit, Erbrechen, Durchfall und Unterleibsschmerzen. Die Verdauungsstörungen als solche bedürfen keiner medizinischen Behandlung und pflegen meist in 12–24 Stunden von selbst abzuklingen. Lebensgefahr geht von ihnen nicht aus.

### Statistik
In Südchina wird Russula subnigricans für 213 der 1995–2013 gemeldeten Pilzvergiftungen verantwortlich gemacht, etwa 50 % dieser Vergiftungen endeten tödlich. Obwohl Giftigkeit und Wirkung des Pilzes schon länger bekannt waren, konnte der für die Muskelschäden verantwortliche Giftstoff erst 1999 identifiziert werden; mit Stand von Dezember 2013 war der exakte Mechanismus der schweren Vergiftungsform noch nicht bekannt. Der Verdacht, bei der giftigen Carbonsäure handle es sich um ein direktes Zellgift, konnte nicht bestätigt werden. Im Tierversuch an Mäusen führte die Aufnahme von 2,5 Milligramm des getrockneten Pilzes pro Kilogramm Körpergewicht zum Tod. Bei Annahme des gleichen Stoffwechsels würde dies bedeuten, dass schon der Verzehr von zwei bis drei Fruchtkörpern für Menschen tödlich ist.

### Tumorhemmende Inhaltsstoffe
Unter den Russuphelinen gibt es einige krebshemmende Substanzen, so erwies sich Russuphelin A in vitro als wirksam gegen Tumorzellen, die Russopheline B–E zeigten Wirkungen gegen Leukämiezellen des Typs P388.

## Taxonomie
Taxonomisch gehört Russula subnigricans zur Sektion Compactae innerhalb der gleichnamigen Untergattung.

## Anmerkung
1. ↑  
Belege speziell hinsichtlich der Toxikologie des Grünlings (T. equestre) sind in dessen Artporträt angegeben.